# Син-икишам
Син-икишам (DEN.ZU-i-qi-ša-am, букв. «Син подарил мне [сына]») — царь Ларсы, правил приблизительно в 1841 — 1836 годах до н. э.

## Биография
Син-икишам был, по-видимому, братом Син-иддинама. В его правление идёт дальнейшее ослабление могущества Ларсы. Военные действия шли на территории давно, казалось бы, принадлежащей на юге царству Ларсе. Так на 2-м году его правления были взяты города Пи-наратим и Назарум, которые брал ещё царь Суму-Эль за полвека до этого. В том же году Син-икишам делает подношения статуй в город Казаллу, что подразумевает владение им этим городом, однако спустя всего лишь три года Казаллу назван среди участников коалиции воюющих с царём Ларсы.
Пятый год Син-икишама (1837/1836 год до н. э.) носит название: «Год, когда Казаллу, армия земли Элам, Замбия царь Исина и Вавилон были поражены оружием». Другое название этого года гласит: «Год, когда земли Элама были побеждены». Однако историки сильно сомневаются в результатах этой «победы». Известно, что Ниппуром в 1838 году до н. э. правил царь Ларсы Син-икишам (в этом году он делает подношения храмам Ниппура), однако уже в 1836 году до н. э. контроль над этим городом перешёл к Исину. Таким образом «одержанная победа», в ходе которой был потерян такой важный священный центр Шумера и Аккада, как Ниппур, вряд ли была решительной. То что военное счастье было не на стороне Син-икишама, говорит и ремонт городских стен Ларсы (3-й год правления Син-икишама), видимо, в связи с угрозой нападения врагов на него.
Правил 5 лет.

## Список датировочных формул Син-икишама
|                            | |
| 1 год 1841 / 1840 до н. э. | Год, когда Син-икишам [стал] царём mu den.zu-i-qi2-sza-am lugal |
| 2 год 1840 / 1839 до н. э. | a Год, когда города Пи-наратим и Назарум были взяты only in year names list mu uru ka-id2-da na-za-rumki ba-an-dab5 b Год, когда [Син-икишам] сделал [статуи] для Нимушды, Намтара и Лугаль-апиака и «привёл» их в город Казаллу mu dnu-musz-da dnam-ra-at dlugal-a-pi-akki ba-an-dim2-me-esz sza3 ka-zal-luki-sze3 i-ni-in-ku4-re c Год, когда [статуи для] Нимушда и Намтар Raschid p mu dnu-musz-da dnam-ra-at |
| 3 год 1839 / 1838 до н. э. | Год, когда Син-икишам построил великая городскую стену города Ларсы и принёс в храм Шамаша одиннадцать серебряных статуй и одну золотую mu den.zu-i-qi2-sza-am bad3 gal larsaki-ma ba-du3 11 alan ku3-babbar 1 alan ku3-sig17 e2-dutu-sze3 i-ni-in-ku4-re |
| 4 год 1838 / 1837 до н. э. | Год, когда [Син-икишам] приподнёс четырнадцать медных статуй [храмам] Ниппура и принёс три великолепных пьедестала под престолы и одна статую Шамаша и Шенирда, изготовленных в золоте, в святилища Эбабар, храма Шамаша mu 14 urudualan nibruki-sze3 u3 3 giszgu-za bara2 mah alan dutu dsze3-ri5-da ku3-sig17 szu-du7-a e2-dutu-sze3 esz3 e2-babbar-sze3 i-ni-in-ku4-re                                         |
| 5 год 1837 / 1836 до н. э. | a Год, когда Казаллу, армия земли Элам, Замбия царь Исина и Вавилон были поражены оружием mu ka-zal-luki eren2 ugnim kur … elamki-ma / nimki-ma za-am-bi-ia lugal i3-si-inki tin-tirki gisztukul ba-an-sig3 b Год, когда земли Элама были побеждены BM 15882 mu kur elamki-ma-sze3 / nimki-ma-sze3 ba-an-sig3 |